# John Lennon
John Winston Ono Lennon MBE (nascut com a John Winston Lennon, Liverpool, 9 d'octubre de 1940 — Nova York, EUA, 8 de desembre de 1980) fou un cantant, compositor i activista per la pau anglès que va assolir la fama per ser el fundador, co-vocalista i guitarrista rítmic de The Beatles. Juntament amb Paul McCartney va formar una de les parelles de compositors més famoses i amb més èxit de la història de la música pop. El 1969, va començar la Plastic Ono Band amb la seva segona esposa, Yoko Ono. Després de la dissolució dels Beatles el 1970, Lennon va continuar la seva carrera com a artista solista i com a col·laborador d'Ono.

## Biografia

### Infància i adolescència (1940-1956)

#### Naixement i situació familiar
Nascut a l'hospital de la maternitat de Liverpool, els seus pares el van anomenar John Winston Lennon en honor del seu avi patern, John "Jack" Lennon, i primer ministre Winston Churchill.
Lennon va néixer al Liverpool Maternity Hospital, fill de Julia (nascuda Stanley) (1914-1958) i Alfred Lennon (1912-1976). Alfred era un mariner mercant d'ascendència irlandesa que estava fora en el moment del naixement del seu fill. Els seus pares el van anomenar John Winston Lennon en honor del seu avi patern, John "Jack" Lennon, i el primer ministre Winston Churchill. El seu pare sovint estava fora de casa, però enviava xecs de pagament regularment al número 9 de Newcastle Road, Liverpool, on Lennon vivia amb la seva mare; els xecs van deixar d'arribar quan va ser declarat absent sense permís el febrer de 1944. Quan finalment va tornar a casa seva sis mesos després, es va oferir a tenir cura de la família però Julia, llavors embarassada del fill d'un altre home, va rebutjar la idea. Després que la seva germana Mimi es queixés dos cops als Serveis Socials de Liverpool, Julia va donar la seva custòdia de Lennon.
Quan va néixer el segon fill de Julia, una noia anomenada Victoria, la va confiar a l'Exèrcit de Salvació per adopció. Diversos anys després, John Lennon va intentar, sense èxit, trobar el rastre d'aquesta germana, que es va convertir en Ingrid amb el nou nom que li van donar els seus pares adoptius i en Pedersen pel seu matrimoni. Publicarà les seves memòries després de la mort de John. La segona germana de Lennon, anomenada Julia com la seva mare, va fer el mateix en dos llibres, primer el 1988, després el 2007.
El juliol de 1946, el pare de Lennon la va visitar i va portar el seu fill a Blackpool, amb la intenció secreta d'emigrar a Nova Zelanda amb ell. Julia els va seguir, amb la seva parella en aquell moment, Bobby Dykins, i després d'una acalorada discussió, el seu pare va obligar el nen de cinc anys a triar entre ells. En un relat d'aquest incident, Lennon va escollir dues vegades el seu pare, però, quan la seva mare s'allunyava, va començar a plorar i la va seguir. Segons l'autor Mark Lewisohn, però, els pares de Lennon van acordar que Julia se l'emportés i li donés una casa. Un testimoni que hi era aquell dia, Billy Hall, va dir que la interpretació dramàtica d'un jove John Lennon obligat a prendre una decisió entre els seus pares és inexacta. Lennon no va tenir més contacte amb Alf durant prop de 20 anys.

#### Juventut a casa de «Mimi» Smith

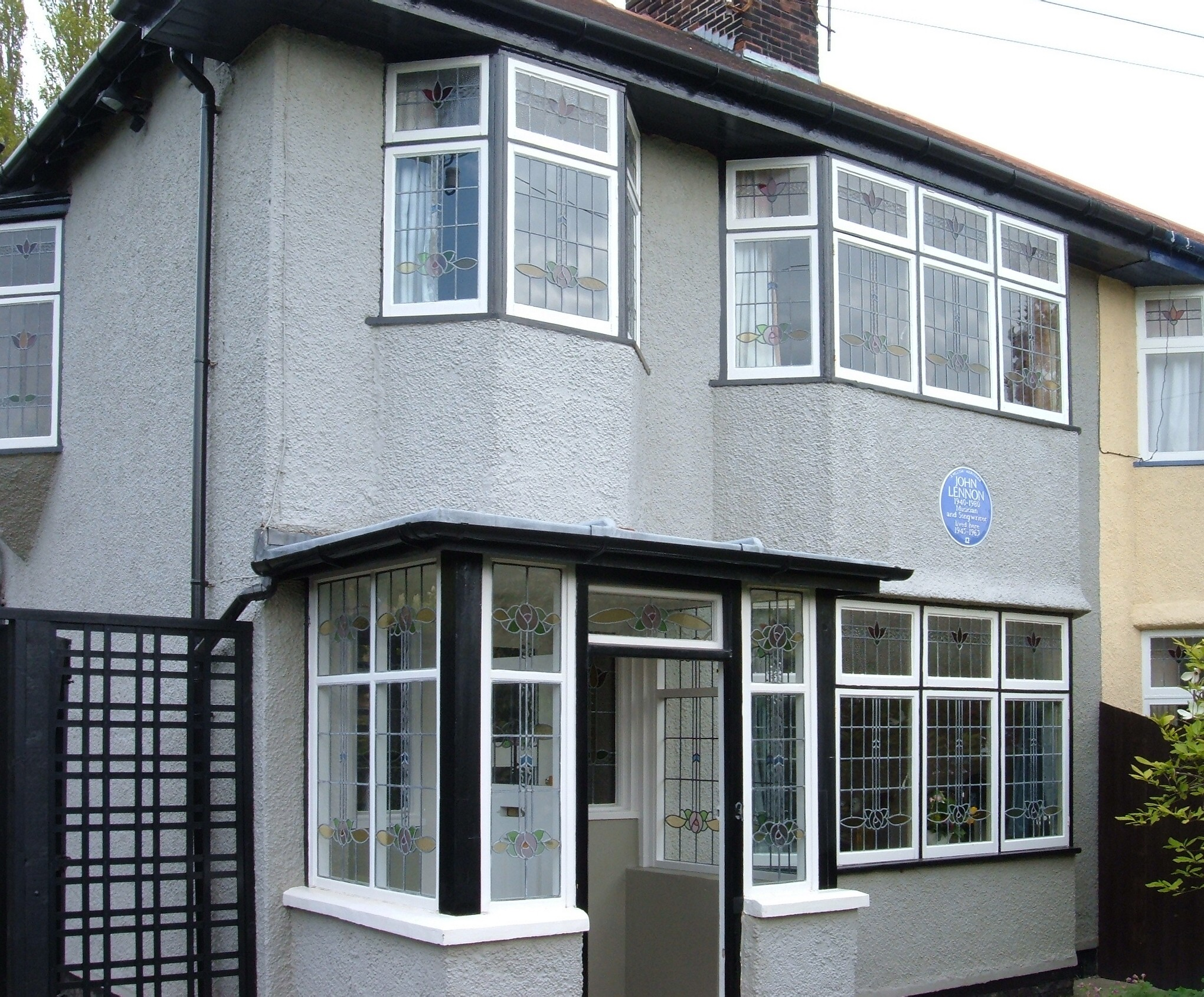
Mendips, la casa de l'infantesa de John Lennon.

Durant la resta de la seva infància i adolescència, Lennon va viure a Mendips, 251 de Menlove Avenue, Woolton, amb Mimi i el seu marit George Toogood Smith, que no tenien fills propis. Lennon és educat en la tradició anglicana; va a catecisme i fins i tot fa la seva comunió, per voluntat pròpia, als quinze anys. Va assistir per primera vegada a l'escola primària Dovedale, on va aprendre a llegir i escriure en cinc mesos, ajudat pel seu oncle George. La seva tia va comprar volums de contes per a ell i el seu oncle, lleter a la granja de la seva família, li van comprar un òrgan bucal i el van dedicar a resoldre mots encreuats. John resulta ser un nen molt curiós i literat. Inventa cançons de les rimes infantils que li ensenyen a l'escola. Després crea per ell mateix un univers proper a la seva novel·la favorita, Alícia en terra de meravelles, de la qual dibuixa tots els personatges. Al llarg dels seus anys d'escola, Lennon era un líder bulliciós i es barallava sense parar, tant amb altres nens de la seva escola com amb els del seu barri. Si va oblidar el seu pare amb prou rapidesa, Lennon sovint pensava en la seva mare, a qui veia de tant en tant.

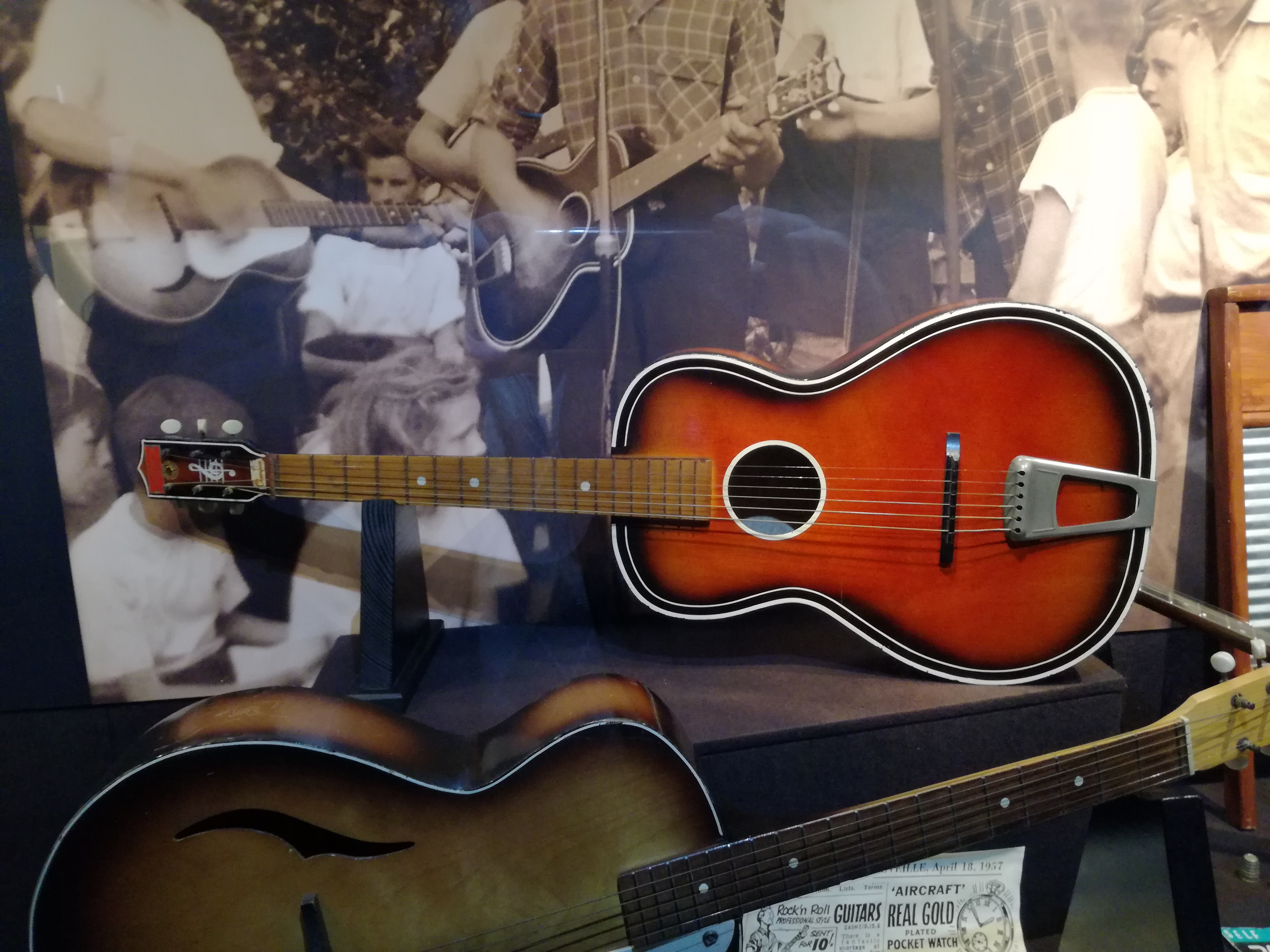
La guitarra Gallotone Champion a The Beatles Story Museum, Liverpool.

L'oncle de Lennon, George, va morir d'una hemorràgia hepàtica el 5 de juny de 1955, als 52 anys, quan Lennon tenia gairebé quinze anys;
es portava bé amb ell i, tot i que no ho demostrà, la seva tia diu que la seva mort el va xocar molt. Per tant, Lennon va viure sol amb Mimi. La seva mare el visitava gairebé diàriament i ell sovint la visitava a mesura que creix; ella l'acomoda regularment quan discuteix amb la seva tia. Julia era llavors un aliat en la recerca del seu fill per la independència i la rebel·lió, burlant-se dels pares i dels professors que l'intimidaven a l'escola secundària. Per tant, veia a la seva mare més com una tia jove o com una germana gran. Personalment, John s'assembla molt a ella. Julia també va tenir un paper important en la seva educació musical, oferint-li la seva primera guitarra, una Gallotone Champion acústica econòmica per a la qual va prestar al seu fill cinc lliures i deu xílings amb la condició que la guitarra es deixés a casa seva i no a la de Mimi, sabent bé que la seva germana no era partidària de les aspiracions musicals del seu fill. Mimi era escèptic sobre la seva afirmació que seria famós algun dia, i ella esperava que s'avorrís de la música, sovint dient-li: "La guitarra està molt bé, John, però mai no t'hi guanyaràs la vida." Ella li ensenya el banjo i la primera cançó que sap tocar és, segons les fonts, Ain't That a Shame de Fats Domino.

### The Quarrymen a the Beatles (1956-1970)

#### 1956–1960: The Quarrymen

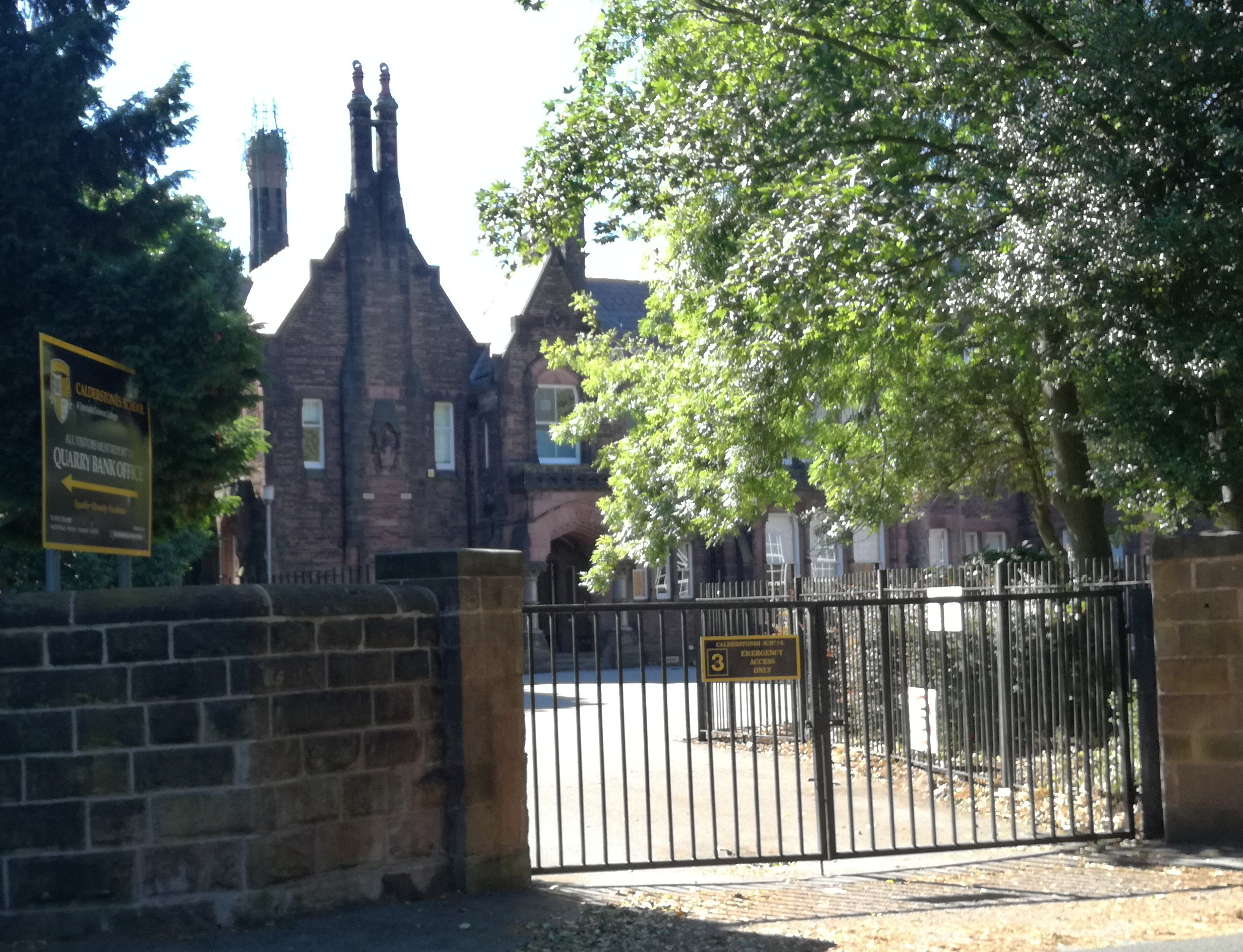
Edifici de la Quarry Bank High School, on assistien John Lennon i diversos membres dels Quarrymen, d'on la banda va prendre el seu nom.

A l'edat de 15 anys, Lennon va formar un grup de skiffle, The Quarrymen, com a conseqüència de la seva afecció no sols per l'skiffle, sino també pel rock, el soul i el blues (especialment per artistes com Elvis Presley, Buddy Holly, Ray Charles o Chuck Berry). Amb el nom de Quarry Bank High School, el grup va ser establert per Lennon el setembre de 1956. A l'estiu de 1957, els Quarrymen van tocar un "conjunt animat de cançons" compost la meitat skiffle i la meitat rock and roll. Lennon va conèixer a Paul McCartney a la segona actuació dels Quarrymen, que es va celebrar a Woolton el 6 de juliol al jardí de l'església de St Peter's Church, Woolton, Liverpool. Llavors Lennon va demanar a McCartney que s'unís a la banda.
McCartney va dir que la tia Mimi «era molt conscient que els amics de John eren de classe baixa», i sovint el subestimava quan anava a visitar Lennon. Segons el germà de McCartney Mike, el seu pare de manera similar desaprovava Lennon, declarant que faria que el seu fill «tingués problemes». El pare de McCartney, no obstant això, va permetre a la banda incipient assajar a casa de la família habitació a 20 Forthlin Road. Durant aquest temps Lennon va escriure la seva primera cançó, Hello Little Girl, que es va convertir en un dels 10 primers èxits del Regne Unit per a the Fourmost el 1963.
Els anys d'escola superior de Lennon van estar marcats per un canvi en el seu comportament. Els professors de Quarry Bank High School el van descriure així: «Té massa ambicions equivocades i la seva energia sovint es troba fora de lloc» i «El seu treball sempre manca d'esforç. Es conforma amb "deixar-se portar" en lloc d'utilitzar les seves habilitats.» El mal comportament de Lennon va crear una escletxa en la seva relació amb la seva tia.
Lennon va suspendre els exàmens de nivell O i va ser acceptat al Liverpool College of Art després que la seva tia i el seu director van intervenir. Al col·legi va començar a vestir-se de Teddy Boy i es va veure amenaçat amb l'expulsió pel seu comportament. A la descripció de Cynthia Powell, la companya d'estudis de Lennon i posteriorment la seva primesa esposa, va ser "expulsat de la universitat abans del seu darrer any".
A més de la seva passió per la música, John i Paul aviat van tenir un altre punt en comú, que va forjar un vincle molt fort entre ells: la pèrdua de la seva mare.. Menys de dos anys després de la mort de Mary McCartney, el 15 de juliol del 1958, quan Lennon tenia 17 anys, la seva mare va morir, quan un policia que conduïa sota els efectes de l'alcohol la va envestir amb el seu vehicle quan ella tornava de visitar-lo. La mort de la seva mare va traumatitzar l'adolescent Lennon, que, durant els dos anys següents, va beure molt i sovint es barallava, consumit per una "ràbia cega". La memòria de Julia servirà més tard com a principal inspiració creativa per a Lennon, inspirant cançons com la dels Beatles del 1968 Julia.

#### Formació de The Beatles (1960–1962)
McCartney va recomanar que el seu amic George Harrison es convertís en el guitarrista principal. Lennon pensava que Harrison, que llavors tenia 14 anys, era massa jove. McCartney va realitzar una audició a la coberta superior d'un autobús de Liverpool, on Harrison tocava Raunchy (de Bill Justis) per a Lennon i li va demanar que s'hi unís. Stuart Sutcliffe, amic de Lennon de l'escola d'art, es va incorporar més tard com a baixista. Lennon, McCartney, Harrison i Sutcliffe es van convertir en "The Beatles" a principis de 1960. L'agost d'aquest mateix any, els Beatles van estar compromesos per a una residència de 48 nits a Hamburg, a Alemanya Occidental, i necessitaven desesperadament un bateria. Van demanar a Pete Best que s'unís a ells. La tia de Lennon, horroritzada quan li va parlar del viatge, va demanar a Lennon que continués els seus estudis d'art. Després de la primera residència a Hamburg, la banda en va acceptar una altra a l'abril de 1961 i una tercera a l'abril de 1962. Igual que amb la resta de membres de la banda, Lennon es va introduir al Preludin mentre estava a Hamburg, i regularment prenien la droga com a estimulant durant les seves llargues actuacions nocturnes.
Brian Epstein va fer de manager dels Beatles des del 1962 fins a la seva mort el 1967. No tenia experiència prèvia en la gestió d'artistes, però va tenir una forta influència en el codi de vestimenta i l'actitud del grup a l'escenari. Lennon inicialment va resistir els seus intents d'animar la banda a presentar una aspecte professional, però finalment va complir-ho, dient: «Portaré un globus ensangonat si algú em paga». McCartney va assumir el baix després que Sutcliffe decidís quedar-se a Hamburg, i Best va ser substituït pel bateria Ringo Starr; això va completar la formació de quatre peces que es mantindria fins a la ruptura del grup el 1970. El primer senzill de la banda, Love Me Do, es va publicar l'octubre de 1962 i va aconseguir el número 17 a les llistes britàniques.
La vida personal de John Lennon va donar un nou gir a mitjans de 1962, quan Cynthia li va dir que estava embarassada d'ell. Es casen el 23 d'agost, però la unió es manté secreta. De fet, seria dolent per a la imatge del grup si els seus membres no fossin solters. Així, fins i tot Ringo Starr, acabat de contractar pel grup, desconeix que Lennon està casat i ho descobreix durant una entrevista amb el comptable, durant la qual John afirma tenir una esposa dependent. El matrimoni no es va donar a conèixer fins al naixement del seu fill, Julian Lennon, el 8 d'abril de 1963. Julian, no obstant això, va créixer sense cap connexió real amb el seu pare. En el moment del naixement de Julian, John està de vacances amb Brian Epstein, el gerent dels Beatles. Ell diu: «Cynthia anava a parir, però no em perdria les vacances per un bebè. Vaig pensar que era un bastard divertit i me'n vaig anar.»

#### Beatlemania (1963–1966)

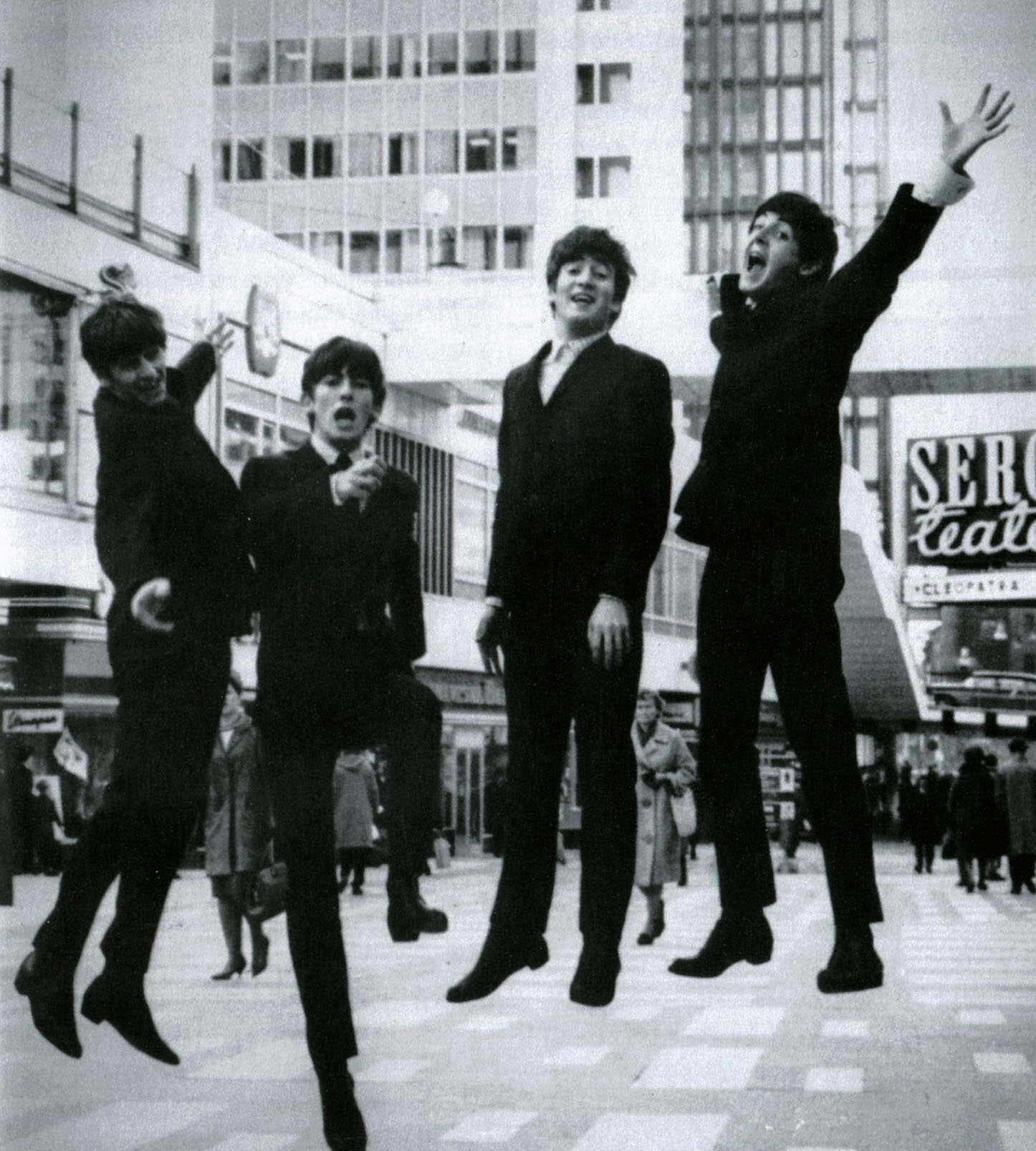
Ringo Starr, George Harrison, John Lennon i Paul McCartney el 1963.

El Beatles van gravar el seu àlbum debut, Please Please Me, en menys de 10 hores l'11 de febrer de 1963, un dia en què Lennon patia els efectes d'un refredat,, que es fa evident en la vocal de l'última cançó que va enregistrar aquell dia, Twist and Shout. La col·laboració amb McCartney va compondre vuit dels seus catorze temes. Amb algunes excepcions, una de les quals era el mateix títol de l'àlbum, Lennon encara havia de demostrar el seu amor pel joc de paraules en les lletres de les seves cançons, dient: «Estàvem escrivint cançons... cançons pop sense més pensament d'ells que això: crear un so. I les paraules eren gairebé irrellevants». En una entrevista de 1987, McCartney va dir que els altres Beatles idolatraven Lennon: «Era com el nostre propi petit Elvis ... Tots miràvem a John. Era més gran i era molt el líder; era el que tenia l'enginy més ràpid i el més intel·ligent.»

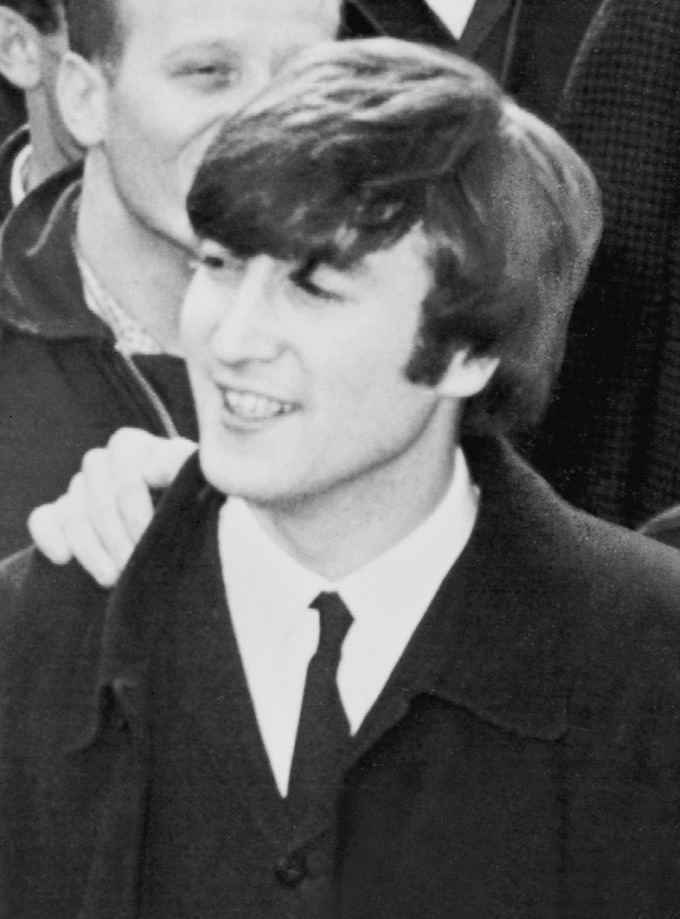
John Lennon el 1964.

Durant la seva actuació al Royal Variety Show, a la qual van assistir la Reina Mare i altres membre de la família reial britànica, Lennon va burlar-se del públic: «Per a la nostra propera cançó, voldria demanar-vos la vostra ajuda. Per a la gent dels seients més econòmics, piqueu de mans... i la resta de vosaltres, feu sonar les vostres joies.» Després d'un any de Beatlemania al Regne Unit, el debut històric del grup el febrer de 1964 als Estats Units a The Ed Sullivan Show va marcar el seu avanç cap a l'estrellat internacional. Va seguir un període de dos anys de gira, producció de pel·lícules i composició de cançons constants, durant els quals Lennon va escriure dos llibres, In His Own Write i A Spanish in the Works. Els Beatles van rebre el reconeixement de l'establiment britànic quan van ser nomenats Membres de l'Ordre de l'Imperi Britànic (MBE) a les Distincions d'aniversari de la reina del 1965.
Lennon es preocupava que els fans que assistien als concerts dels Beatles no poguessin escoltar la música per sobre dels crits dels fans i que la música de la banda comencés a patir com a resultat. La cançó de Lennon Help! expressava els seus propis sentiments el 1965: «Jo volia dir-ho  ... Jo cantava Help! (ajuda)». S'havia engreixat (més endavant es referiria a això com el seu període "Fat Elvis" (Elvis gras)), i sentia que inconscientment buscava canvis. Al març d'aquest mateix any, ell i Harrison van ser introduïts sense saber-ho a l'LSD quan un dentista, que organitzava un sopar al qual assistien els dos músics i les seves esposes, va tirar droga al cafè dels convidats. Quan volien marxar, el seu amfitrió va revelar el que havien pres i els va aconsellar fermament que no sortissin de casa a causa dels possibles efectes. Més tard, en un ascensor d'una discoteca, tots van creure que estava en flames; Lennon va recordar: "Tots cridàvem   ... calents i histèrics".
Al març de 1966, durant una entrevista amb el reporter Maureen Cleave del reporter d'Evening Standard, Lennon va comentar: «El cristianisme passarà. Desapareixerà i es reduirà  ... Som més populars que Jesús ara, no sé quina se'n anirà primer, el rock and roll o el cristianisme». El comentari va passar pràcticament desapercebut a Anglaterra, però va causar una gran ofensa als EUA quan va ser citat per una revista allà cinc mesos després. El furor que va seguir, que va incloure la gravació de discos dels Beatles, l'activitat del Ku Klux Klan i les amenaces contra Lennon, va contribuir a la decisió de la banda de deixar de fer gires. El grup ho decideix per unanimitat fent l'últim concert de la seva gira estatunidenca l'estiu de 1966, el 29 d'agost al Candlestick Park de San Francisco. Posteriorment, es neguen categòricament a tocar, fins i tot per un milió de dòlars. Lennon, però, va veure l'aturada bastant malament i fins i tot es planteja deixar el grup.
Els Beatles treballaven ara a l'estudi. Començant per Revolver, Lennon va veuure que McCartney ocupava un lloc dominant al grup. No obstant això, fins i tot quan l'autor ho fa en solitari, com en el cas de Yesterday  (compost només per Paul), les cançons continuaven signant-se "Lennon-McCartney", per decisió d'Epstein qui no volia degradar la cohesió del grup. Inactiu després del final de les gires, Lennon es va tallar els cabells per protagonitzar la pel·lícula paròdica de Richard Lester, How I Won the War. Si no va tenir un gran èxit comercial ni de crítica quan es va estrenar el 18 d'octubre de 1967, la pel·lícula li va permetre expressar les seves posicions pacifistes davant la Guerra del Vietnam. Durant el rodatge, Lennon va compondre una de les seves cançons emblemàtiques, Strawberry Fields Forever. Durant aquest període, Lennon va canviar significativament físicament, molt més prim i disposat a portar públicament ulleres rodones i ara llegendàries a causa de la seva miopia.

#### Apogeu i ruptura dels Beatles (1967–1970)

Lennon el 1967.

Lennon havia augmentat el seu ús de LSD i, segons l'autor Ian MacDonald, el seu ús continuat de la droga el 1967 el va "apropar a la pèrdua de la seva identitat". L'any 1967 es va publicar Strawberry Fields Forever aclamat per la revista Time per la seva "sorprenent inventiva", i l'àlbum emblemàtic del grup Sgt. Pepper's Lonely Hearts Club Band, que revelava lletres de Lennon que contrastaven fortament amb les cançons d'amor senzilles dels primers anys del grup. A finals de juny, els Beatles va interpretar All You Need Is Love de Lennon com a contribució de la Gran Bretanya a l'emissió per satèl·lit Our World, davant un públic internacional estimat en fins a 400 milions. intencionadament simplista en el seu missatge, la cançó va formalitzar la seva postura pacifista i va proporcionar un himne per a l'estiu de l'amor.
Després de presentar els Beatles al Maharishi Mahesh Yogi, el grup va assistir a un cap de setmana d'instruccions personals d'agost al seu seminari de Meditació Transcendental a Bangor, Gal·les. Durant el seminari, se'ls va informar de la mort d'Epstein. «Sabia que teníem problemes llavors», va dir Lennon més tard. «No tenia cap idea errònia sobre la nostra capacitat de fer res més que tocar música.» McCartney va organitzar el primer projecte post-Epstein del grup,, la pel·lícula de televisió auto-escrita, produïda i dirigida Magical Mystery Tour, que es va estrenar el desembre d'aquest mateix any. Tot i que la pròpia pel·lícula va demostrar ser el seu primer fracàs crític, el llançament de la seva banda sonora, presentant la cançó de John Lennon I Am the Walrus inspirada per Lewis Carroll, va ser un èxit.
Portats per l'interès de Harrison i Lennon, els Beatles van viatjar a l'ashram del Maharishi a l'Índia el febrer de 1968 per obtenir més informació. Mentre eren allà, van compondre la major part de cançons del seu doble àlbum The Beatles,, però l'experiència mixta dels membres de la banda amb la Meditació Transcendental va assenyalar una forta divergència en la companyonia del grup. En tornar a Londres, es van involucrar cada vegada més en activitats comercials amb la formació d'Apple Corps, una corporació multimèdia composta per Apple Records i diverses empreses filials. Lennon va descriure l'empresa com un intent d'aconseguir «la llibertat artística dins d'una estructura empresarial». Alliberat enmig d'un període de disturbis cívics i protestes, el primer senzill de la banda per al segell Apple va incloure la cara B de Lennon Revolution, en què demanava un "pla" en lloc de comprometre's amb la revolució maoista. El missatge pacifista de la cançó va ser ridiculitzat per radicals polítics a la premsa de la Nova esquerra. A més de les tensions de les sessions de gravació dels Beatles aquell any, Lennon va insistir a tenir la seva nova xicota, l'artista japonesa Yoko Ono, al seu costat, contravenint així la política de la banda respecte a les esposes i les xicotes a l'estudi. Va estar especialment satisfet amb les seves contribucions a la composició de cançons al doble àlbum i el va identificar com un treball superior al de Sgt. Pepper. A finals de 1968, Lennon va participar en The Rolling Stones Rock and Roll Circus, un especial de televisió que no es va emetre. Lennon va actuar amb the Dirty Mac, un supergrup compost per Lennon, Eric Clapton, Keith Richards i Mitch Mitchell. El grup també va donar suport a una actuació vocal d'Ono. El 1996 es va publicar una versió cinematogràfica.

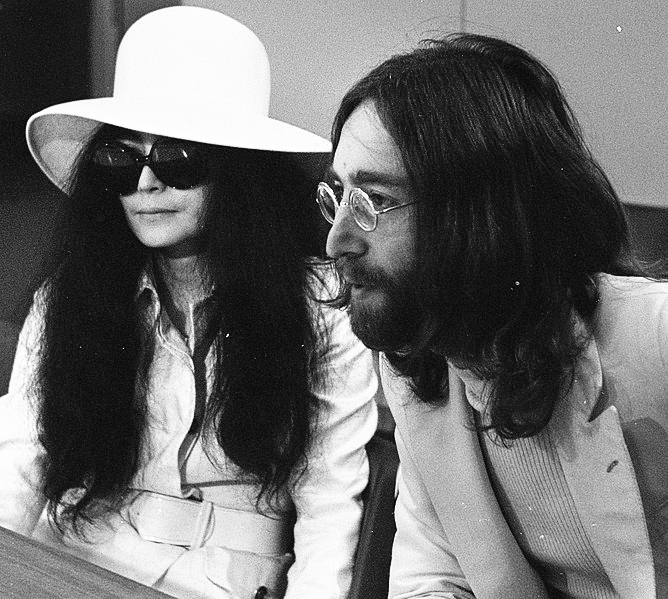
Yoko Ono i Lennon el març de 1969.

A finals del 1968, l'augment del consum de drogues de Lennon i la creixent preocupació per Ono, combinades amb la incapacitat dels Beatles per acordar com s'hauria de dirigir l'empresa, van deixar Apple necessitant una gestió professional. Lennon va demanar a Lord Beeching que assumís el paper, però ho va rebutjar, aconsellant a Lennon que tornés a fer discos. Lennon va ser abordat per Allen Klein, que havia dirigit els Rolling Stones i altres bandes durant l'anomenada British Invasion. A principis de 1969, Klein va ser nomenat director executiu d'Apple per Lennon, Harrison i Starr,, però McCartney mai no va signar el contracte de gestió. Lennon i Ono es van casar el 20 de març de 1969 i aviat van llançar una sèrie de 14 litografies anomenades "Bag One" que representaven escenes de la seva lluna de mel, vuit dels quals es van considerar indecents i la majoria van ser prohibits i confiscats. L'enfocament creatiu de Lennon va continuar avançant més enllà dels Beatles, i entre el 1968 i el 1969 va gravar amb Ono tres àlbums de música experimental junts: Unfinished Music No. 1: Two Virgins (conegut més per la seva portada que per la seva música), Unfinished Music No. 2: Life with the Lions i Wedding Album. El 1969, van formar la Plastic Ono Band, publicant Live Peace in Toronto 1969. Entre 1969 i 1970, Lennon va publicar els senzills Give Peace a Chance, que va ser àmpliament adoptat com a himne contra la Guerra del Vietnam, Cold Turkey, que documentava els seus símptomes d'abstinència després que es convertís en addicte a l'heroïna, i Instant Karma!.
En protesta per la participació del Regne Unit en "el tema Nigèria-Biafra" (és a dir, la Guerra Civil de Nigèria), el seu suport als Estats Units d'Amèrica durant la Guerra del Vietnam i (potser fent broma) contra la "Cold Turkey" (Turquia freda) que cau a les llistes, Lennon va tornar la seva medalla d'MBE a la reina. Aquest gest no va tenir cap efecte sobre el seu estat de MBE, del que no es pot renunciar. La medalla, juntament amb la carta de Lennon, es custodia a la Cancelleria Central de les Ordres de Cavalleria.
Lennon va deixar els Beatles el setembre de 1969,, però va acordar no informar els mitjans mentre el grup renegociava el seu contracte de gravació. Es va indignar perquè McCartney va donar a conèixer la seva pròpia sortida en publicar el seu primer àlbum en solitari l'abril de 1970. La reacció de Lennon va ser: "Jesucrist! Ell té tot el mèrit per això!" Més tard va escriure: "Vaig començar la banda. La vaig dissoldre. És tan senzill com això". En una entrevista del desembre de 1970 amb Jann Wenner de la revista Rolling Stone, va revelar la seva amargor cap a McCartney, dient: «Jo vaig ser un ximple per no fer el que va fer Paul, que ho va fer servir per vendre un disc». Lennon també va parlar de l'hostilitat que va percebre que els altres membres tenien envers Ono, i de com ell, Harrison i Starr «es van fartar de ser companys de Paul ... Després de la mort de que Brian Epstein morís ens vam ensorrar. Paul va assumir el càrrec i suposadament ens va dirigir. Però, què està dirigint quan ens tenia fent voltes en cercles?»

### Carrera en solitari (1970-1980)

#### 1970–1972: èxit inicial en solitari i activisme

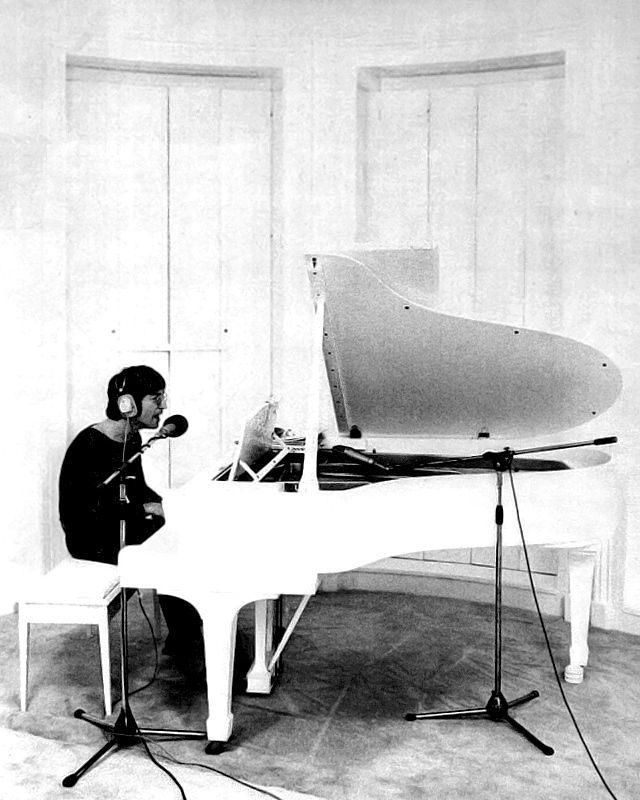
Publicitat d'Imagine de Billboard, 18 de setembre de 1971.

El 1970, Lennon i Ono van passar per teràpia primal amb Arthur Janov a Los Angeles, Califòrnia. Dissenyada per alliberar el dolor emocional des de la primera infància, la teràpia va comportar dos dies i mig a la setmana amb Janov durant quatre mesos; havia volgut tractar a la parella durant més temps, però no sentien cap necessitat de continuar i van tornar a Londres. El primer disc en solitari de Lennon John Lennon/Plastic Ono Band (1970), va ser rebut amb elogis per molts crítics musicals, però les seves lletres molt personals i el seu so rigorós van limitar la seva comercialitat. El crític Greil Marcus va comentar: «El cant de John a l'últim vers de God pot ser el millor de tot el rock.» A l'àlbum apareixia la cançó Mother, en què Lennon s'enfrontava als seus sentiments de rebuig infantil, i la Dylanesca Working Class Hero, un amarg atac contra el sistema social burgès que, a causa de la lletra «you're still fucking peasants» (encara estàs fotent camperols), es va ometre a les emissores. El gener de 1971, Tariq Ali va expressar la seva visió política revolucionària quan va entrevistar Lennon, que de seguida va respondre escrivint Power to the People. En les seves lletres de la cançó, Lennon va invertir l'enfocament de no confrontació que havia adoptat a Revolution, tot i que més tard va renunciar a Power to the People, dient que es derivava de la culpa i del desig d'aprovació de radicals com Ali. Lennon es va involucrar amb Ali en una protesta contra el processament de la revista Oz per presumpta obscenitat. Lennon va denunciar els tràmits com a "fàstic repugnant", i ell i Ono (com a Elastic Oz Band) van llançar el senzill God Save Us/Do the Oz i es van unir a les marxes en suport de la revista.

El piano Steinway que Lennon va utilitzar per compondre la cançó Imagine exposat a la Galeria d'Artistes del Museu de l'instrument Musical a Phoenix, Arizona.

Buscant un gran èxit comercial, Lennon va adoptar un so més accessible per al seu següent àlbum, Imagine (1971). Rolling Stone va informar que «conté una porció substancial de bona música», però va advertir de la possibilitat que «les seves posicions aviat semblin no només avorrides sinó irrellevants». La pista principal més tard es va convertir en un himne per als moviments contra la guerra,, mentre que la cançó How Do You Sleep? (com pots dormir?) va ser un atac musical contra McCartney en resposta a les lletres de Ram que Lennon va sentir i McCartney va confirmar més tard, dirigides cap a ell i Ono. A Jealous Guy, Lennon va abordar el seu tracte humil a les dones, reconeixent que el seu comportament passat era el resultat d'una inseguretat de llarga durada. En agraïment pel seu per contribucions a la guitarra a Imagine, Lennon va acceptar inicialment actuar al concert de beneficència de Harrison per Bangladesh a Nova York. Harrison es va negar a permetre a Ono participar en els concerts, cosa que va provocar que la parella tingués una forta discussió i que Lennon es retirés de l'esdeveniment.
Lennon i Ono es van traslladar a Nova York a l'agost de 1971 i van adoptar immediatament les polítiques de l'extrema esquerra dels EUA. La parella va llançar el seu senzill Happy Xmas (War Is Over) al desembre. Durant el nou any, l'Administració Nixon va prendre el que anomenava "contramesura estratègica" contra la propaganda contra la guerra i contra Nixon de Lennon. L'administració es va embarcar en el qual seria un intent de quatre anys per deportar-lo. Lennon es va veure embolicat en una contínua batalla legal amb les autoritats d'immigració i se li va negar la residència permanent als EUA; el problema no es resoldria fins al 1976.
Some Time in New York City es va gravar en col·laboració amb Ono i es va llançar el 1972 amb el suport de la banda novaiorquesa Elephant's Memory. Un LP doble, que contenia cançons sobre els drets de les dones, les relacions racials, el paper de la Gran Bretanya a Irlanda del Nord i les dificultats de Lennon per obtenir una targeta verda. L'àlbum va ser un fracàs comercial i va tenir males crítiques, qui va trobar el seu esloganisme polític pesat i implacable. La revisió de NME va prendre la forma d'una carta oberta en què Tony Tyler ridiculitzava Lennon com un «revolucionari patètic i envellit». Als EUA, Woman Is the Nigger of The World es va llançar com a senzill de l'àlbum i va ser televisat l'11 de maig a The Dick Cavett Show. Moltes emissores de ràdio es van negar a emetre la cançó a causa de la paraula nigger (despectiu per a negre). Lennon i Ono van oferir dos concerts benèfics amb Elephant's Memory i convidats a Nova York en ajuda de pacients a la instal·lació mental de la Willowbrook State School. Escenificats a Madison Square Garden el 30 d'agost de 1972, van ser els seus darrers concerts de llarga durada. Després que George McGovern perdés les eleccions presidencials del 1972 davant Richard Nixon, Lennon i Ono van assistir a una estela postelectoral celebrada a la casa de Nova York activista Jerry Rubin. Lennon estava deprimit i es va intoxicar; va deixar Ono avergonyit després de tenir relacions sexuals amb una convidada. La cançó d'Ono Death of Samantha es va inspirar en l'incident.

#### 1973–1975: "The Lost Weekend"
Mentre Lennon gravava Mind Games el 1973, ell i Ono van decidir separar-se. El següent període de 18 mesos separats, que més tard va anomenar el seu "cap de setmana perdut" (The Lost Weekend) en referència al títol original la pel·lícula Dies perduts, el va passar a Los Angeles i la ciutat de Nova York en companyia de May Pang. Mind Games, acreditat a la "Plastic UFOno Band", es va publicar el novembre de 1973. Lennon també va contribuir amb I'm the Greatest a l'àlbum de Starr Ringo (1973), estrenat el mateix mes. Quan Harrison es va unir a Starr i Lennon a la sessió d'enregistrament de la cançó, va marcar l'única ocasió en què tres antics Beatles van gravar junts entre la ruptura de la banda i la mort de Lennon.
A principis de 1974, Lennon bevia molt i les seves borratxeres amb Harry Nilsson omplien titulars. Al març, es van produir dos incidents àmpliament publicitats al club Troubadour a West Hollywood, (Califòrnia). En el primer incident, Lennon es va ficar un coixinet menstrual no utilitzat al front i es va barallar amb una cambrera. El segon incident es va produir dues setmanes més tard, quan Lennon i Nilsson van ser expulsats del mateix club després de molestar als Smothers Brothers. Lennon va decidir produir l'àlbum de Nilsson Pussy Cats, i Pang va llogar una casa de platja a Los Angeles per a tots els músics. Després d'un mes de més disbauxa, les sessions d'enregistrament van ser en caos, i Lennon va tornar a Nova York amb Pang per acabar de treballar en l'àlbum. A l'abril, Lennon havia produït la cançó de Mick Jagger Too Many Cooks (Spoil the Soup) que, per raons contractuals, havia de romandre inèdita durant més de 30 anys. Pang va subministrar l'enregistrament per a la seva eventual inclusió a The Very Best of Mick Jagger (2007).
Lennon s'havia instal·lat novament a Nova York quan va gravar l'àlbum Walls and Bridges. Publicat l'octubre de 1974, incloïa Whatever Gets You thru the Night, que comptava amb Elton John en cors i piano, i es va convertir en l'únic single de Lennon com a artista solista que va encapçalar els gràfics Billboard Hot 100 dels Estats Units durant la seva vida. Un segon senzill de l'àlbum, #9 Dream, el va seguir abans de final de l'any. Goodnight Vienna de Starr (1974) va tornar a comptar amb l'assistència de Lennon, que va escriure la cançó principal i va tocar el piano. El 28 de novembre, Lennon va fer una aparició com a convidat sorpresa al concert Elton John's Thanksgiving al Madison Square Garden, en compliment de la seva promesa d'unir-se al cantant en un programa en viu si Whatever Gets You thru the Night, una cançó del qual Lennon havia dubtat del seu potencial comercial, arribava al número u. Lennon va interpretar la cançó junt amb Lucy in the Sky with Diamonds i I Saw Her Standing There, que va introduir com «una cançó d'un vell promès estranger meu anomenat Paul».
Lennon va coescriure Fame, el primer número u dels Estats Units de David Bowie i va proporcionar guitarra i cors per a l'enregistrament el gener de 1975. El mateix mes, Elton John va encapçalar les llistes amb la seva versió de Lucy in the Sky with Diamonds, amb Lennon a la guitarra i veus secundàries; Lennon està acreditat al senzill sota el sobrenom de "Dr. Winston O'Boogie". Ell i Ono es van reunir poc després. Lennon va llançar Rock 'n' Roll (1975), un àlbum de versions, al febrer. Stand by Me, extret de l'àlbum i un èxit dels Estats Units i el Regne Unit, es va convertir en el seu últim senzill en cinc anys. Va fer la que seria la seva última aparició a l'especial ATV A Salute to Lew Grade, gravat el 18 d'abril i televisat al juny. Tocant guitarra acústica i recolzat per una banda de vuit peces, Lennon va interpretar dues cançons de Rock 'n' Roll (Stand by Me, que no es va emetre, i Slippin 'and slidin) seguit d'Imagine. La banda, coneguda com etc., portava màscares darrere del cap, una indirecta de Lennon, que creia que Grade tenia dues cares.

#### 1975–1980: Parèntesi i retorn

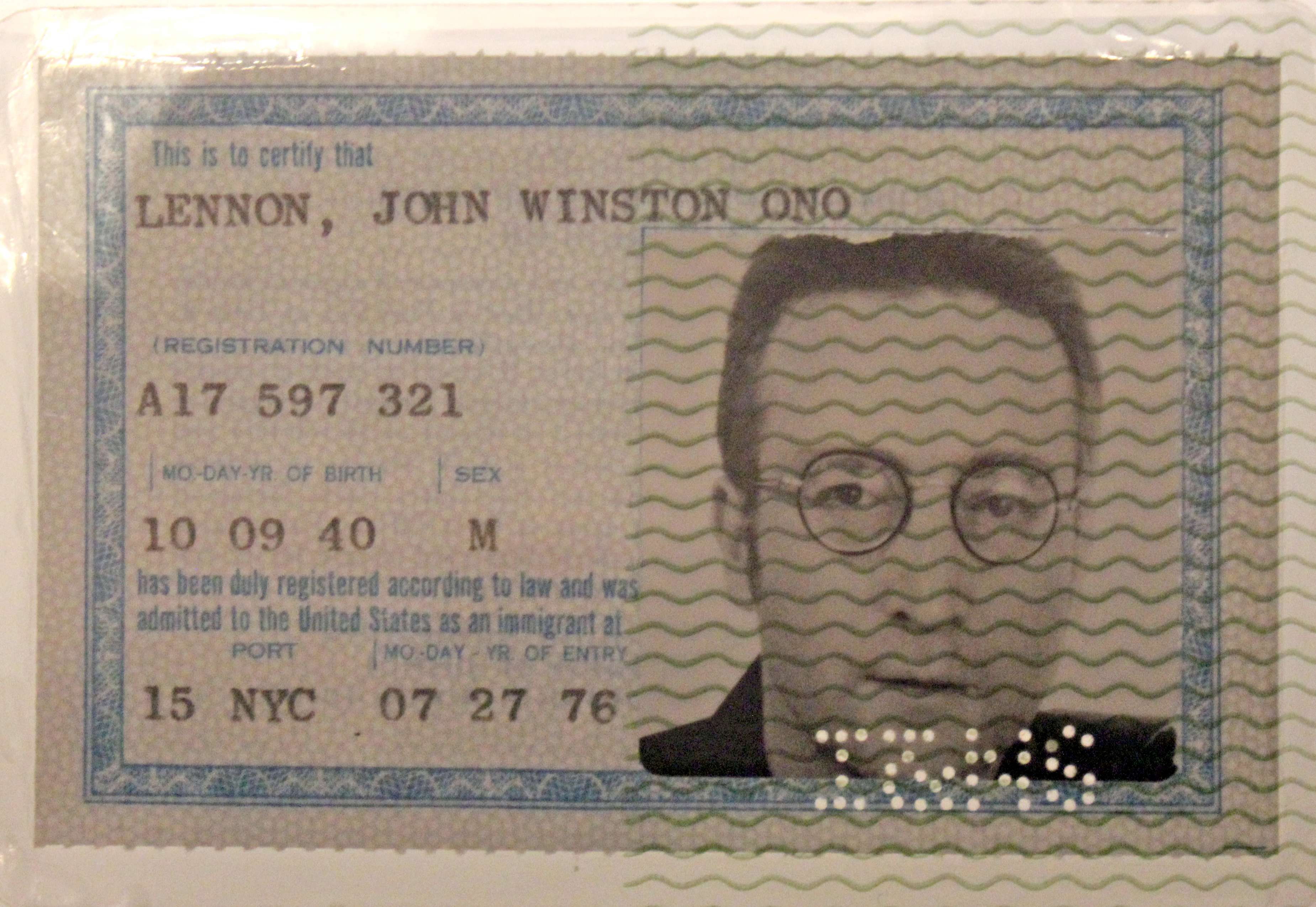
La targeta verda de Lennon, que li va permetre viure i treballar als Estats Units.

Sean va ser l'únic fill de Lennon amb Ono. Sean va néixer el 9 d'octubre de 1975 (coincidint amb el trenta-cinquè aniversari de Lennon), i John va assumir el paper de marit de casa. Lennon va començar el que seria un parèntesi de cinc anys de la indústria musical, durant els quals, segons va dir, «va coure pa» i «va tenir cura del bebè». es va dedicar a Sean, llevant-se a les 6 del matí cada dia per planificar i preparar els seus àpats i passar temps amb ell. Va escriure Cookin' (In the Kitchen of Love) per a Ringo's Rotogravure de Starr (1976), actuant a la pista al juny en la qual seria la seva última sessió d'enregistrament fins al 1980. Va anunciar formalment la seva ruptura amb la música a Tòquio el 1977, dient: «Bàsicament hem decidit, sense cap gran decisió, estar amb el nostre bebè tant com puguem fins que sentim que podem prendre temps lliure per dedicar-nos a crear coses fora de la família.» Durant la seva carrera professional va crear diverses sèries de dibuixos i va redactar un llibre que contenia una barreja de material autobiogràfic i el que ell va anomenar «mad stuff» (coses boges) que es publicaria pòstumament.

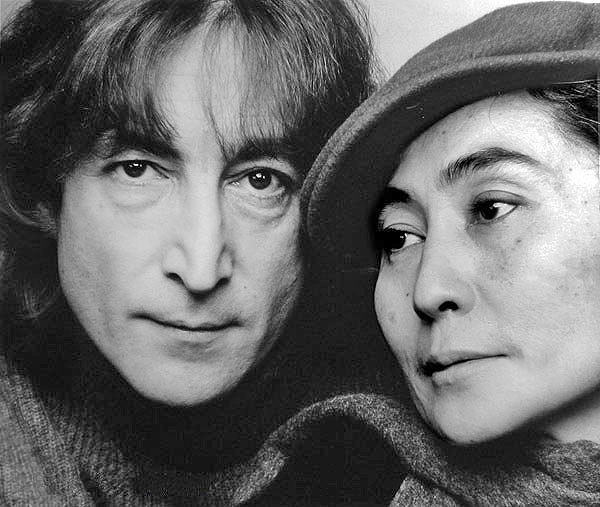
Lennon i Ono fotografiats per Jack Mitchell el 1980.

Lennon va sorgir de la seva interrupció de cinc anys en enregistrar música a l'octubre de 1980, quan va llançar el senzill (Like Like) Starting Over. El mes següent es va publicar Double Fantasy, que contenia cançons escrites durant l'estiu de 1980, passat a les Bermudes. Lennon va navegar amb un veler de 43 peus amb el seu fill petit el juny de 1980 a la colònia britànica, on van viure breument a Knapton Hill abans que l'empresari local Rolf Oskar Luthi li deixés el seu "Undercliff", la seva casa a Fairylands, per habilitar que la família Lennon prengués temporalment la residència.
La música reflectia la realització de Lennon en la seva recent trobada vida familiar estable. Es va enregistrar suficient material addicional per a un àlbum de seguiment previst Milk and Honey, que es va llançar pòstumament el 1984. Double Fantasy va ser llançada conjuntament per Lennon i Ono molt poc abans de la seva mort; l'àlbum no va ser ben rebut i va rebre comentaris com «esterilitat indulgent» de Melody Maker.

### Assassinat
Aproximadament a les 5:00 pm el 8 de desembre de 1980, Lennon va autografiar una còpia de Double Fantasy per al fan Mark David Chapman abans de deixar The Dakota amb Ono per a una sessió d'enregistrament a Record Plant. Després de la sessió, Lennon i Ono van tornar al seu apartament de Manhattan amb una limusina cap a les 10:50 pm EST. Van sortir del vehicle i van caminar per l'arcada de l'edifici quan Chapman va disparar Lennon dues vegades a l'esquena i dues vegades a l'espatlla des de prop. Lennon va ser traslladat en un cotxe de policia a la sala d'emergències de Roosevelt Hospital, on va ser declarat mort a la seva arribada a les 11:15 p.m. (EST).

## Vida personal
A banda de la seva carrera musical, Lennon també va exercir d'activista polític pacifista, dibuixant, actor i escriptor. Casat en primeres núpcies amb Cynthia Powell, amb qui va tenir el seu primer fill, Julian Lennon, el seu gran amor fou posteriorment l'artista japonesa Yoko Ono, amb qui es va casar l'any 1969 i amb qui va tenir el seu segon fill, en Sean Lennon. Amb ells va conviure fins a la seva mort

## Discografia

### Discografia en solitari
- John Lennon/Plastic Ono Band (1970)
- Imagine (1971)
- Mind Games (1973)
- Walls and Bridges (1974).
- Rock 'n' Roll (1975)

### Discografia amb Yoko Ono
- Unfinished Music No.1: Two Virgins (1968)
- Unfinished Music No.2: Life with the Lions (1969)
- Wedding Album (1969)
- Some Time in New York City (1972)
- Double Fantasy (1980)
- Milk And Honey (1984, pòstuma)

### Recopilacions i material addicional
- Shaved Fish (recopilació) (1975)
- The John Lennon Collection (recopilació) (1982)
- Menlove Ave. (recopilació amb material inèdit de l'etapa 1973-74) (1986)
- Imagine: John Lennon (banda sonora del documental homònim) (1988)
- Lennon (4CDs) (1990)
- Lennon Legend: The Very Best of John Lennon (recopilació) (1997)
- John Lennon Anthology (caixa de 4 CDs amb material inèdit)(1998)
- Wonsaponatime (seleccions de Lennon Anthology) (1998)
- Acoustic (recopilació de material acústic material ja editat anteriorment en la seva majoria) (2004)
- Peace, Love & Truth (2005)
- Working Class Hero: The Definitive Lennon (2005)

### Enregistraments en directe
- Live Peace in Toronto 1969 (1969)
- Live in New York City (1986)